# Shia LaBeouf
Shia Saide LaBeouf (uitspr: /ˈʃaɪ.ə ləˈbʌf/; Los Angeles, 11 juni 1986) is een Amerikaans acteur, regisseur en komiek. Hij groeide op in Californië en werd bekend als acteur in de televisieserie Even Stevens, waarin hij de stoute jongste zoon speelde. Hij maakte de overstap naar filmrollen met Holes, financieel een groot succes. Later speelde hij in de Hollywoodfilms Constantine en The Greatest Game Ever Played. In 2007 en 2008 had hij belangrijke rollen in een aantal bekende films, waaronder Disturbia, Transformers en Indiana Jones and the Kingdom of the Crystal Skull.

## Jeugdacteur
Shia LaBeouf werd geboren in Los Angeles als zoon van vader Jeffrey LaBeouf, een voormalig pantomimeacteur en rodeoclown, en moeder Shayna Saide, een danseres en ballerina. Hij komt uit een grote artiestenfamilie. Hij is enig kind. LaBeouf omschreef zijn ouders ooit als 'hippies'. Hij zei over hen dat ze 'behoorlijk vreemde mensen' zijn maar dat 'ze van me hielden en ik van hen'. Later scheidden zijn ouders en groeide hij op bij zijn moeder in Echo Park te Los Angeles. Al vroeg in zijn jeugd begon hij met optreden, vooral als stand-upcomedian. Later in zijn jeugd zat hij op Alexander Hamilton High School en volgde hij een kunstopleiding. Op zijn achttiende kocht hij een eigen huis.
LaBeouf zegt zelf dat hij oorspronkelijk geen acteur wilde worden, maar door de scheiding van zijn ouders kwam hij in dat wereldje terecht. Hij werd bekend toen hij Louis Stevens speelde in de wekelijkse televisieserie Even Stevens op de zender Disney Channel. LaBeouf werd genomineerd voor een Daytime Emmy Award, een prijs voor programma's die overdag worden uitgezonden. Hij zei dat zijn casting voor de serie 'het beste' is dat hem kon overkomen. In de periode dat hij in Even Stevens speelde was hij ook af en toe te zien met sketches in het televisieprogramma The Tonight Show. In 2003 had hij de hoofdrol in de Disney-productie Holes, naar het gelijknamig boek van Louis Sachar, als Stanley, tegenover de acteurs Sigourney Weaver, Jon Voight en Tim Blake Nelson. De film was een financieel succes. Hetzelfde jaar stond hij centraal in het documentaireprogramma Project Greenlight over de productie van de onafhankelijke film The Battle of Shaker Heights, waarin LaBeouf een belangrijke rol had. In 2004 had hij een klein rolletje in de sciencefictionfilm I, Robot. Het jaar daarna was hij te zien in de horrorfilm Constantine, tegenover Keanu Reeves en Rachel Weisz. Het jaar erna had hij een van de belangrijkere bijrollen in de dramafilm over Robert F. Kennedy, Bobby, waarin hij voor het eerst een naaktscène speelde.

## Volwassen
In 2007 en 2008 speelde LaBeouf veel uiteenlopende rollen. In april 2007 kwam de thriller Disturbia uit, waarin LaBeouf een tiener speelt die onder huisarrest staat en zijn buurman verdenkt van moord. LaBeoufs prestatie in die film werd positief ontvangen. Buffalo News schreef dat hij is 'uitgegroeid tot een aantrekkelijke, slimme jonge acteur die tegelijkertijd in staat is de woede, wroeging en intelligentie van zijn personage neer te zetten' en San Francisco Chronicle schreef dat hij de 'snelstgroeiende beste jonge acteur van Hollywood' is.
In de zomer van 2007 kwam de animatiefilm Surf's Up uit, waarin hij de stem van Cody Maverick insprak. Hij was ook te zien in de groots opgezette actiefilm Transformers van Michael Bay, waarin hij een tiener speelt die ontdekt dat er een robotinvasie plaatsvindt op aarde. Twee jaar later kwam het vervolg Transformers: Revenge of the Fallen uit waarin opnieuw LaBeouf de hoofdrol op zich nam. Tijdens de opnamen voor deze film vloog hij met zijn auto over de kop, en hij is dan ook te zien met zijn hand in het verband. In 2011 nam hij weer de rol van Sam Witwicky op zich in het derde deel Transformers: Dark of the Moon. LaBeouf is naar eigen zeggen fan van de televisieserie The Transformers en The Transformers: The Movie, beide uit de jaren tachtig.
Op 14 april 2007 presenteerde hij Saturday Night Live. Op 31 mei 2007 presenteerde LaBeouf een van de prijsuitreikingen van de Nickelodeon Kids' Choice Awards. Hetzelfde jaar werd hij door de National Association of Theater Owners uitgeroepen tot de 'ster van morgen'. Ook werd hij gecast voor een rol in het vierde deel uit de Indiana Jones-filmreeks, die in mei 2008 in première ging.
In de film Wall Street: Money Never Sleeps (2010) van Oliver Stone, de opvolger van Wall Street uit 1987, speelt LaBeouf een van de hoofdrollen, Jacob Moore.

## Filmografie
| Jaar      | Titel                                              | Rol                           | Opmerkingen          |
| --------- | -------------------------------------------------- | ----------------------------- | -------------------- |
| 1999–2000 | Freaks and Geeks                                   | Herbert                       | Televisieprogramma   |
| 1999–2000 | X-Files Seizoen 7/The Goldberg Variation           | Richie Lupone                 | Televisiereeks       |
| 2000–2003 | Even Stevens                                       | Louis Stevens                 | Televisieprogramma   |
| 2001      | The Nightmare Room: Scareful What You Wish For     | Dylan Pierce                  | Een aflevering       |
| 2001      | Hounded                                            | Ronny Van Dusen               | Disney-televisiefilm |
| 2002      | Tru Confessions                                    | Eddie Walker                  | Disney-televisiefilm |
| 2003      | The Even Stevens Movie                             | Louis Stevens                 | Disney-televisiefilm |
| 2003      | The Battle of Shaker Heights                       | Kelly Ernswiler               | Beperkt uitgebracht  |
| 2003      | Charlie's Angels: Full Throttle                    | Max Petroni                   |                      |
| 2003      | Dumb & Dumberer: When Harry Met Lloyd              | Lewis                         |                      |
| 2003      | Holes                                              | Stanley Yelnats/Caveman       |                      |
| 2004      | I, Robot                                           | Farber                        |                      |
| 2005      | The Greatest Game Ever Played                      | Francis Ouimet                |                      |
| 2005      | Nausicaä of the Valley of the Wind                 | Asbel                         | Stem                 |
| 2005      | Constantine                                        | Chas Kramer                   |                      |
| 2006      | Bobby                                              | Cooper                        |                      |
| 2006      | A Guide to Recognizing Your Saints                 | Young Dito                    |                      |
| 2007      | Disturbia                                          | Kale Brecht                   |                      |
| 2007      | Surf's Up                                          | Cody Maverick                 | Stem                 |
| 2007      | Transformers                                       | Sam Witwicky                  |                      |
| 2008      | Indiana Jones and the Kingdom of the Crystal Skull | Mutt Williams/Henry Jones III |                      |
| 2008      | New York, I Love You                               | Jacob                         |                      |
| 2008      | Eagle Eye                                          | Jerry Shaw                    |                      |
| 2009      | Transformers: Revenge of the Fallen                | Sam Witwicky                  |                      |
| 2010      | Wall Street: Money Never Sleeps                    | Jake 'Jacob' Moore            |                      |
| 2011      | Transformers: Dark of the Moon                     | Sam Witwicky                  |                      |
| 2012      | Lawless                                            | Jack Bondurant                |                      |
| 2012      | The Company You Keep                               | journalist Ben                |                      |
| 2013      | The Necessary Death of Charlie Countryman          | Charlie Countryman            |                      |
| 2013      | Nymphomaniac                                       | Jerome                        |                      |
| 2014      | Fury                                               | Boyd 'Bible' Swan             |                      |
| 2016      | American Honey                                     | Jake                          |                      |
| 2017      | Borg vs McEnroe                                    | John McEnroe                  |                      |
| 2019      | The Peanut Butter Falcon                           | Tyler                         |                      |
| 2019      | Honey Boy                                          | James Lort                    |                      |
| 2020      | The Tax Collector                                  | Creeper                       |                      |
| 2024      | Megalopolis                                        |                               |                      |